# Isabel Durant
Isabel Durant (Sydney, Austrália em 20 de Dezembro de 1991), às vezes creditado como Issi Durant, é uma atriz e dançarina australiana. Ela é conhecida por seus papéis como Grace Whitney em Dance Academy e como a sereia Ondina de Mako Mermaids.

## Vida e Carreira
Durant é de Sydney, Austrália. Ela começou a dançar seriamente aos 15 anos, enquanto estudante na Loreto Kirribilli.
Durant apareceu e foi um dos 20 finalistas na terceira temporada de So You Think You Can Dance Australia. Após sua eliminação de So You Think You Can Dance Australia, ela foi fazer audições para a série de drama adolescente Dance Academy e foi escalada para o papel da causadora de problemas Grace Whitney na segunda temporada do programa, um papel que ela continuou desempenhando na terceira temporada da série. Ela também apareceu em três episódios da série de televisão de drama de comédia americana-australiana Camp, que foi ao ar na NBC em 2013.
Em 2014 Durant se juntou ao elenco de Mako Mermaids com sua segunda temporada, interpretando a sereia Ondina, continuando a série até a "quarta" temporada. Em 2020, foi anunciado que ela se juntou ao elenco da telenovela (soap opera) americana Days of Our Lives no papel de Claire Brady.

## Filmografia
| Ano       | Título                               | Papel                             | Notas                                                                                           |
| --------- | ------------------------------------ | --------------------------------- | ----------------------------------------------------------------------------------------------- |
| 2007      | Razzle Dazzle: A Journey into Dance  | Equipe de Dança de Miss Elizabeth | Filme                                                                                           |
| 2010      | So You Think You Can Dance Australia | Ela mesma                         | Participante (3ª Temporada); como Issi Durant                                                   |
| 2012–2013 | Dance Academy                        | Grace Whitney                     | Protagonista (2ª–3ª Temporada), 39 episódios; creditada como Issi Durant durante a 2ª Temporada |
| 2013      | Reef Doctors                         | Emma                              | Episódios 1.3, 1.12                                                                             |
| 2013      | Camp                                 | Deanna                            | Episódios: "Capture the Flag", "The Mixer", "CIT Overnight"                                     |
| 2015–2016 | Mako Mermaids                        | Ondina                            | Protagonista (2ª-4ª Temporada)                                                                  |
| 2017      | This is Us                           | Kelly                             | Episódio: "Number One"                                                                          |
| 2018      | Life Itself                          | Shari Dickstein                   | Filme                                                                                           |